# Philip Bartlett
 (octobre 2013).
Si vous disposez d'ouvrages ou d'articles de référence ou si vous connaissez des sites web de qualité traitant du thème abordé ici, merci de compléter l'article en donnant les références utiles à sa vérifiabilité et en les liant à la section « Notes et références ».
Philip Bartlett (né le 22 juin 1959 et mort le 9 août 2001) est un acteur américain spécialisé dans le doublage qui est notamment connu pour avoir doublé la voix de Mewtwo dans Pokémon, le film : Mewtwo contre-attaque. 

## Biographie
Bartlett est né et grandit à Shakopee, dans le Minnesota. Il est le fils de Shelia et Calvin Bartlett. Il fréquente l'école secondaire Shakopee et plus tard l'Université du Minnesota, où il étudie la psychologie et il est diplômé en architecture[réf. nécessaire].

## Filmographie
- 1980 Brubaker de Stuart Rosenberg
- 1992 Sam suffit de Virginie Thévenet
- 1993 Nulle part de Laetitia Masson
- 1993 Lethal Exposure de Kevin Connor